# Gouffre des Vitarelles
Le gouffre des Vitarelles est un grand gouffre d'effondrement situé sur le territoire de la commune de Gramat dans le département du Lot, en France.
Ce gouffre est un des accès à la partie souterraine de l'Ouysse, rivière dont le réseau souterrain se développe sur plus de 14 kilomètres.

## Étymologie
D'après Adolphe Joanne dans son Dictionnaire géographique et administratif de la France et de ses colonies de 1890, Vitarelle est un toponyme français. Il correspondrait à la transcription littérale erronée de la prononciation méridionale de l'habitarelle qui signifie la petite habitation.

## Description

### Situation générale
Le gouffre des Vitarelles se trouve en France dans le département du Lot, sur le causse de Gramat. Il se trouve à cinq kilomètres de Gramat, dans l'enclos du CEA Gramat. Il s'ouvre à 100 mètres d'un petit pont de pierre, dit de la Vitarelle, enjambant la voie de chemin de fer Brive - Rodez. En allant vers le nord-ouest, on trouve trois gouffres semblables : celui des Besaces, celui de Bèdes et celui de roc d'Arène.
En surface, la voie ferrée de Gramat à Rodez suit le tracé de la rivière souterraine.

### Description du réseau

#### Gouffre aérien

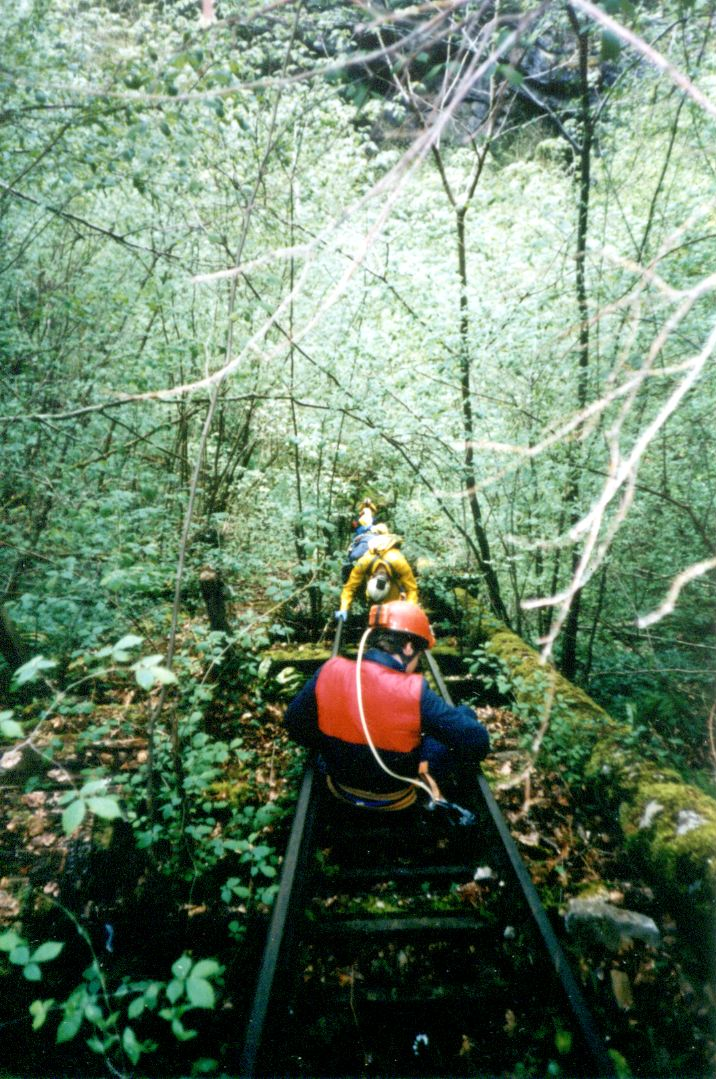
Descente de spéléologue dans le gouffre aérien des Vitarelles en 1996.

Le gouffre aérien (repère 0 du plan) est une doline en forme d'entonnoir de 78 mètres de profondeur et environ 440 mètres de circonférence qui s'ouvre sur le plateau calcaire à 310 mètres d'altitude. Du côté Ouest, la pente équipée de rails pour wagonnets est couverte d'une végétation abondante, de l'autre, la falaise est abrupte. En bas, un ancien site d'expérimentation désaffecté[Depuis quand ?] occupe le fond du gouffre. Une petite source décrite par Martel en 1894 jaillit à quelques mètres au-dessus du bas de la falaise.

#### Tunnel et puits d'accès
78 mètres plus bas, au pied de la falaise, s'ouvre le tunnel horizontal de 8 mètres de long, 2 mètres de large et 2,5 mètres de haut, creusé en 1948. Un mur en béton d'un mètre d'épaisseur percé d'un trou d'homme et une cage cubique de 2 mètres de côté en ferment l'accès. Ce tunnel s'élargit au-dessus du puits vertical de 50 mètres, de 1,60 mètre de diamètre, équipé autrefois[Quand ?] d'échelles métalliques  qui permettaient d'atteindre la galerie fossile. En bas, du puits artificiel, débute un gros éboulis qui permet d'accéder à l'aval de la rivière. Au bout de la grosse galerie fossile, au lieu-dit l'embarcadère (repère 1 du plan), coule la rivière des Vitarelles à 186,7 mètres d'altitude, au niveau du rocher au fond de son lit.

#### Rivière principale

##### Vers aval
La rivière coule dans une haute galerie, de 10 à 12 mètres de large, de faible pente : 5 m sur 680 m (0,7 %). Selon la hauteur d'eau, la progression peut se faire à pied ou en bateau.  Les rives sont constituées de grands talus argileux jusqu'au siphon Alinat plongé en 1948 (repère 2).
Ce siphon long d'environ 115 mètres s'oriente à l'ouest (Azimut 300° sur 60 m, puis 270° sur 35 m), sa profondeur atteint 11 m et la hauteur libre moyenne entre la voûte et le sol est de 1,5 m avec un rétrécissement de 50 cm. Le lieutenant de vaisseau Alinat a ensuite rencontré une partie exondée de 20 m, puis un nouveau siphon resté inexploré.

##### Vers l'amont

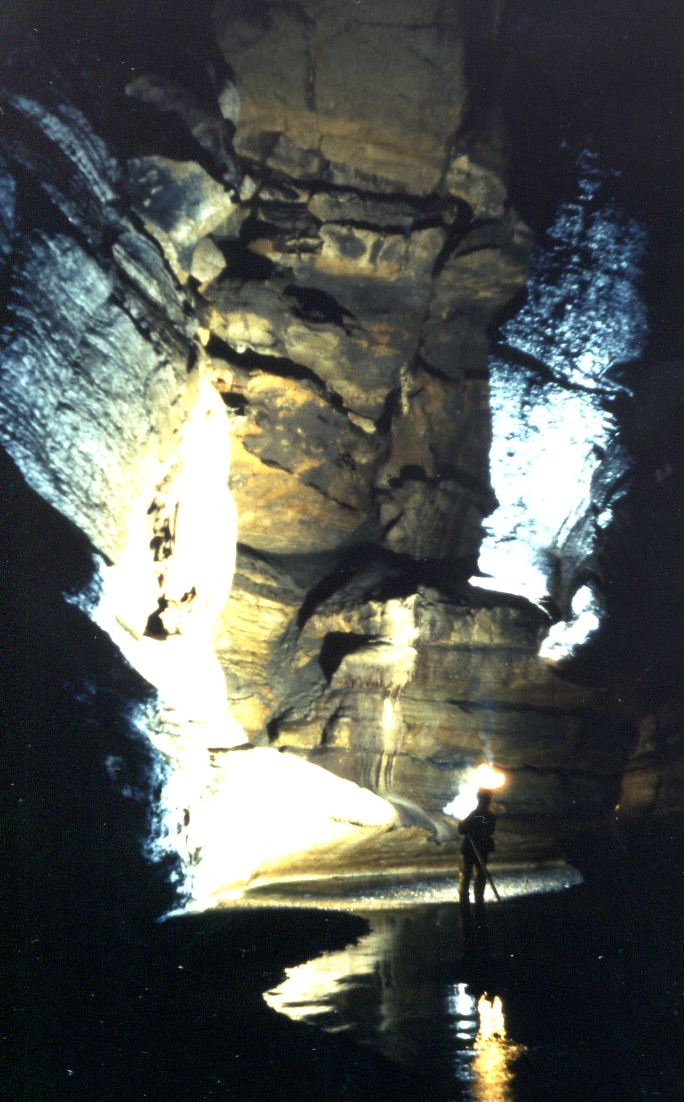
Vue de la rivière des Vitarelles (1972).

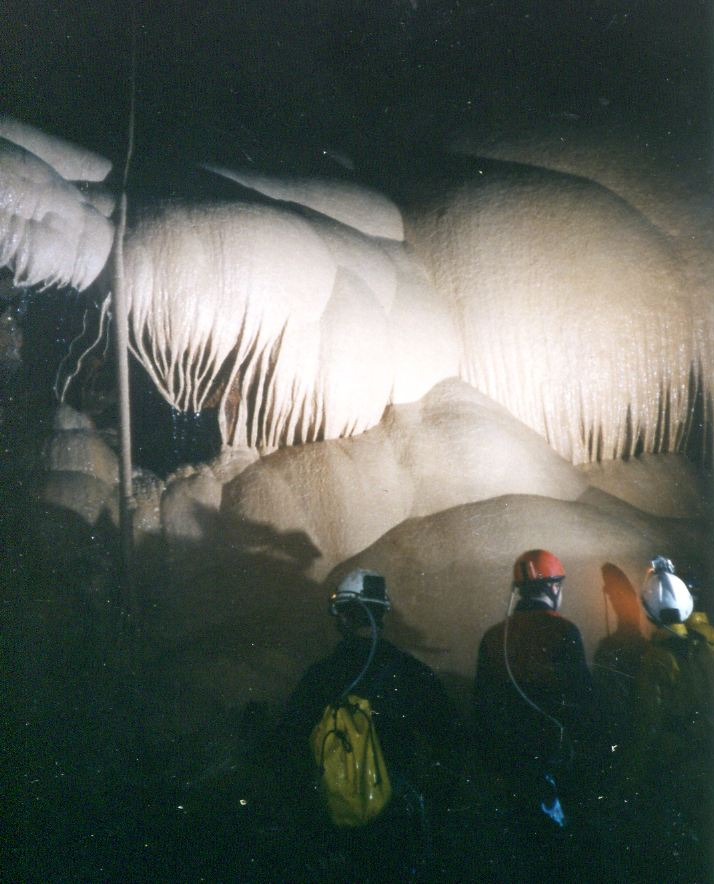
Cascade calcifiée dans le gouffre des Vitarelles (1996).

La pente générale de la rivière depuis l'embarcadère (repère 1) au chaos terminal amont (repère 26) est faible : 30 m pour 6 300 mètres (0,4 %). Les galeries supérieures sont très argileuses, du fait des crues : de fortes montées en charge et l'absence de courant entraînent la décantation des particules en suspension dans l'eau. Les galeries actives ne comportent pas d'argile : nettoyage par de forts courants.
De larges et très hautes galeries (de 5 à 20 mètres de large et plus de 40 mètres de haut) remontent jusqu'à la Salle du Cône (repère 20) située à 2 250 mètres de l'embarcadère. Les plafonds très hauts ne sont souvent pas visibles. En période de basses eaux, la progression se fait en marchant dans l'eau sur les bancs de graviers et ne présente pas de grandes difficultés. On doit cependant franchir : en amont de l'affluent de la méduse : une petite cascade (repère 11), le premier chaos, le deuxième chaos (repère 15), le shunt fossile du passage de Noël (repère 17), la cascade avant la Salle du Cône où la rivière sort d'un gros siphon.
La Salle du Cône (repère 20) est une grande salle de 110 mètres de long, 30 de large et 70 de haut. Le cône d'éboulis et d'argile s'élève au Sud à 43 mètres au-dessus de la rivière.
Pour retrouver l'actif en amont, il faut emprunter le passage Taisne (repère 21). Ce sont des conduites fossiles, basses et chaotiques, qui se dirigent vers un balcon à 24 mètres au-dessus de la rivière : Les échelles 24 (repère 22), à 3 kilomètres de l'entrée.
La rivière coule alors dans un canyon étroit et très corrodé. La progression y est difficile sur encore plus de 3 kilomètres, en chemin on trouve une grande salle dite de la « Clé de Voûte » (repère 24), des passages de type conduite forcée avec de l'eau profonde et le Chaos Kupieck (repère 25).
La progression est bloquée à 6,3 km de l'entrée par un grand chaos (repère 26) situé sous la grande doline du Loze de Flaujac-Gare.

#### Affluents
L'affluent principal de la rivière est constitué par le réseau de la Méduse  (repères 4 à 10) qui présente près de 4 kilomètres de grandes galeries. Il pourrait s'agir pour partie d'un ancien conduit fossile délaissé par la rivière principale. Une de ses branches amont est un profond siphon (repère 9) expulsant du sable en temps de crue.
Les autres affluents sont de tailles modestes mais deux ont impressionné les explorateurs par temps humide : les affluents de la panique.

## Hydrologie

### Circulation des eaux

#### Origine des eaux
La rivière des Vitarelles draine les eaux de la partie Nord-Est du causse de Gramat, ainsi que celles des ruisseaux se perdant entre les communes d'Issendolus et du Bourg. Les 2 ruisseaux principaux sont l'Ouysse qui se perd à Thémines et le Francès qui se perd à Théminettes. La superficie du bassin d'alimentation est d'environ 170 kilomètres carrés.

#### Résurgences
Dès 1948, deux colorations à la fluorescéine, l'une réalisée par le Génie militaire, l'autre par de Guy de Lavaur, démontrent la relation entre les pertes de Thémines, Théminettes, la rivière des Vitarelles et les résurgences de Cabouy et Saint Sauveur, situées au Sud-Ouest de Rocamadour.

#### Débits et mises en charge
La rivière des Vitarelles ne tarit pas, à l'étiage le débit est de 70 l/s. Par contre, en crue, le débit peut dépasser 5 m3/s. Le réseau se met alors en charge du fait de rétrécissements au niveau du siphon aval (repère 2) et du siphon sous la salle du cône (repère 20).
Le site d'expérimentation installé au fond du gouffre aérien s'est déjà trouvé noyé. Ces mises en charge peuvent alors atteindre plus de 60 mètres.

### Captages d'eau potable
L'ouverture du puits d'accès du gouffre des Vitarelles était destinée à assurer l'approvisionnement en eaux des installations du Centre d'Études de Gramat, mais les difficultés pour installer une installation de pompage à cet endroit ont conduit les autorités militaires à rechercher un site plus favorable. Les plongées de 1948 ont prouvé que la rivière se dirigeait vers le gouffre des Besaces. Un forage a permis l'installation de la station de pompage à cet endroit.
Dès 1970, l'eau est remontée vers deux stations de traitement avec un débit moyen de 200 m3 par heure au 11/03/2004.
En juillet 2003, le CEG décide de se désengager de la fourniture de l'eau pour la ville de Gramat. En 2006, la mairie de Gramat fait creuser, en amont du CEG, un puits de 60 cm de diamètre et profond de 124 m, dans un espace protégé de la rivière. Ce nouveau puits est en exploitation depuis 2007.

### Vulnérabilité du réseau à la pollution
Le réseau des Vitarelles et plus généralement celui de l'Ouysse est très vulnérable aux pollutions de l'eau.
Une étude de G. Beaudoing de 1988 montre pour un polluant injecté dans les pertes :
- qu'en périodes de basses eaux, le polluant persiste aux résurgences pendant 53 jours, interdisant pendant cette durée tout prélèvement en eau potable.
- qu'en période de hautes eaux, le polluant peut arriver en un jour à la station de pompage des besaces, ce qui nécessite une réaction rapide des autorités.

Une autre étude de J-G. Astruc et G. Beaudoing montre que le réseau n'a aucun pouvoir épurateur (Voir la partie Circulation souterraine de l'article Ouysse).
Les eaux de la rivière collectent des eaux usées et des déchets qui entrent aux pertes de Thémines et de Théminettes. Les résidus plastiques arrivent aux Vitarelles en débris.

## Géologie
Le réseau des Vitarelles se développe dans les calcaires du Jurassique moyen : Dogger. Le puits d'entrée perce les couches du Bathonien. La rivière coule dans les étages qui vont du Bathonien pour l'aval au Bajocien pour l'amont.

## Historique

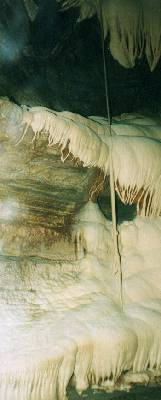
Dans la rivière principale du gouffre de Vitarelles, la corde calcifiée de l'affluent des Miraux (1996, Pierre Dutarte).

### Descriptions anciennes
Le gouffre des Vitarelles est mentionné par Jacques-Antoine Delpon (1831) dans son ouvrage Statistique ancienne et moderne du département du Lot et dans le Guides Joanne. Dans le Dictionnaire géographique et administratif de la France et de ses colonies du même auteur, le gouffre est décrit précisément.
Édouard-Alfred Martel en effectue la visite en 1891 lors de ses campagnes spéléologiques dans le Quercy et rapporte la présence temporaire d'eau dans le fond du gouffre. Il exclut, à tort, la présence de galeries accessibles à l'homme. Il écrit :

« Ces eaux souterraines venaient de Thémines, Issendolus, l'Hôpital (v. p. 294). Jadis elles étaient sans doute beaucoup plus abondantes que de nos jours : elles ont pu gonfler les fentes naturelles du plateau jusqu'à les faire éclater et; à provoquer des effondrements. Aujourd'hui que la précipitation atmosphérique est de beaucoup plus faible, de tout petits conduits profondément enfouis suffisent à l'écoulement souterrain, et les abîmes obstrués et encombrés ne sont plus que des trop-pleins hors de service ou temporaires, dont le fonctionnement nous sera expliqué par la Crousate... »

Eugène Fournier dans ses études sur le régime des eaux dans le Quercy (1899-1900) affirme : « le ruisseau souterrain de Thémines, a été retrouvé dans l'abîme des Vitarelles à 260 m... ». Plus loin, il précise que le gouffre a dû servir de point d'absorption des eaux de Thémines - Issendolus « à une époque où les pertes actuelles n'étaient pas encore ouvertes ».
De 1923 à 1925, un chercheur local, L. Merle, de Reilhac, radiesthésiste confirmé, détecte la présence d'une rivière souterraine à l'aplomb du gouffre. Il repère une « artère » se dirigeant vers le village de Saint-Chignes qui sera baptisé  l'affluent de la méduse (Repère 4 à 10). Plus tard, il suit, toujours depuis la surface, la rivière principale vers Flaujac-Gare .

### Percement de l'accès à la rivière
Fin 1947, le gouvernement français a récupéré des fusées allemandes de type V2 et souhaite établir un site d'essai pour mettre au point les propulseurs des fusées (qui ne viendront jamais à Gramat...). Le site du gouffre de Bèdes, voisin de celui des Vitarelles, est retenu pour les expérimentations, mais de l'eau sera nécessaire aux futures installations. Le professeur Lapadie-Hargue de l'université de Clermont-Ferrand est consulté. Il préconise un forage au bas du gouffre des Vitarelles. C'est l'entreprise de M. Curtet qui est chargé de sa réalisation.
Un tunnel horizontal d'une dizaine de mètres est foré dans la paroi, dix mètres au-dessus de l'éboulis du bas du gouffre. Les déblais servent à remblayer le fond du gouffre. En septembre 1947, le puits artificiel débouche à 49 mètres de profondeur dans une grande caverne. Les foreurs avaient dépassé de 3 mètres l'altitude du fond de la rivière et atteint la cote 183 mètres. Par chance, le dernier tir a soufflé la paroi d'une grande galerie fossile argileuse empruntée par la rivière en temps de crue (près du repère 0 du plan). La rivière souterraine des Vitarelles est alors réellement découverte au bout de cette galerie à 50 mètres du puits artificiel.
Les plans du puits artificiel à l'embarcadère sont réalisés par l'entreprise Bollard et Cie de Paris. Ils sont datés du 18 mars 1948. Les plans de la rivière en aval et en amont de l'embarcadère, du siphon Alinat (repère 2) à la petite cascade (repère 11), sont dressés en 1949 par le Service Central des Constructions Neuves (SCCN) du Secrétariat d'État aux Forces Armées « Guerre ».

### Découverte du réseau

#### Premières explorations

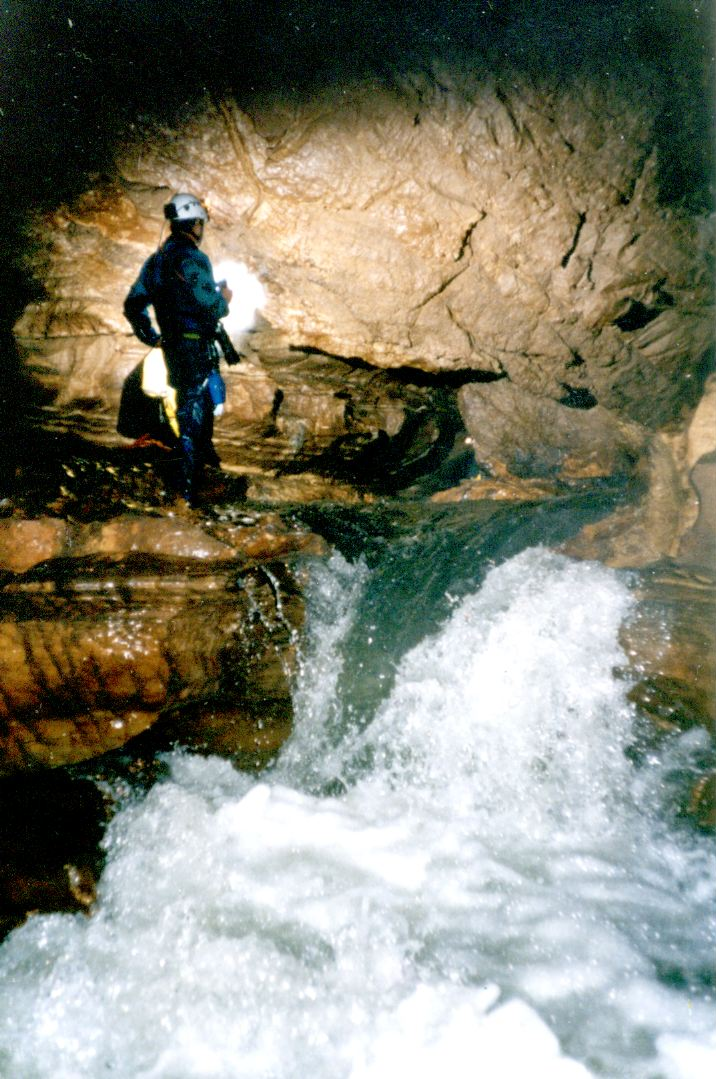
Vue de la petite cascade en aval du premier chaos dans la rivière des Vitarelles (1996).

La première reconnaissance importante dans la rivière des Vitarelles est lancée à la mi-avril 1948, par le Colonel Plénier de la section Technique Bâtiments Fortifications et Travaux et le capitaine Conte. L'équipe d'explorateurs, principalement composée de militaires (mais dans laquelle se trouve entre autres le préhistorien gramatois Raymond Lacam), parcourt la galerie principale sur 520 mètres côté aval jusqu'à un siphon important (repère 2) et parvient en remontant la rivière, côté amont, à atteindre la Salle du Cône à 2 250 mètres du gouffre d'entrée (repère 20). Pour concrétiser ces résultats, un relevé très schématique des conduits visités est effectué et clôture l'expédition.
Deux mois plus tard, Guy de Lavaur et ses compagnons sont invités à descendre dans le gouffre. Eux aussi s'arrêtent en haut de l'éboulis de la Salle du Cône (repère 20), mais tout près du gouffre, après avoir escaladé une coulée stalagmitique, ils découvrent l'affluent de la Méduse (repère 3) jusqu'à la « Voûte Basse » (repère 5). Quelques mètres avant cet obstacle, Jean Deudon découvre la Galerie du Carillon (repère 6).

#### Plongées
La progression dans la galerie aval (Voir plan et repère 2) est barrée par un siphon. Guy de Lavaur, durant l'été 1948, se voit de nouveau sollicité pour plonger dans ce siphon, afin de déterminer, d'une part sa longueur, et d'autre part pour vérifier si les eaux se dirigeaient bien, comme on le supposait, vers le gouffre des besaces. Les eaux étant extrêmement troubles, de Lavaur s'arrête à -10 mètres au pied d'une pente argileuse.
Le 8 octobre 1948, le Groupe de Recherche Sous-Marines de Toulon (GERS) créé par le commandant Jacques-Yves Cousteau arrive au gouffre des Vitarelles. Les plongées se succèdent les 8 et 9 octobre jusqu'à 95 mètres du début du siphon, mais l'obstacle n'est pas vaincu. De retour le 29 octobre, le Lieutenant de vaisseau Alinat franchit le siphon, long de 115 mètres, et débouche dans une salle basse obstruée 20 mètres plus loin par un talus d'argile et un nouveau siphon,. La galerie se dirige effectivement vers le gouffre des Besaces, un deuxième forage, permettra quelques mois plus tard de retrouver les eaux de la rivière souterraine. C'est là que sera établie la station de pompage d'eau potable de la ville de Gramat.

### Suite des explorations

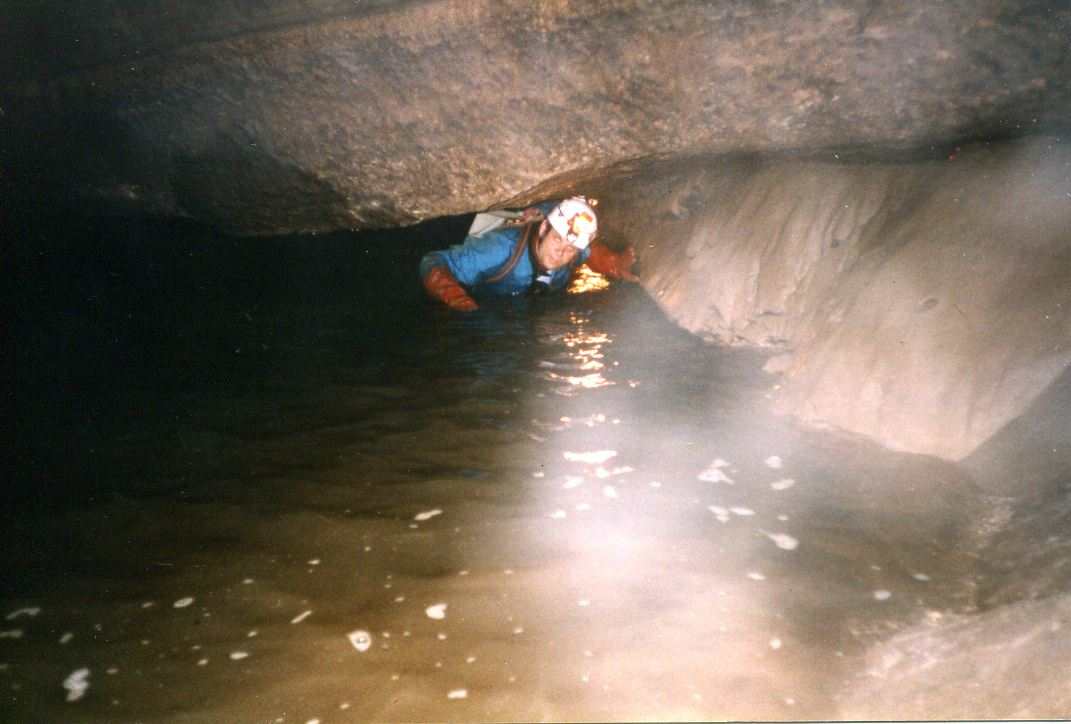
Pierre Dutarte franchissant la vasque suspendue dans le passage de Noël (1996).

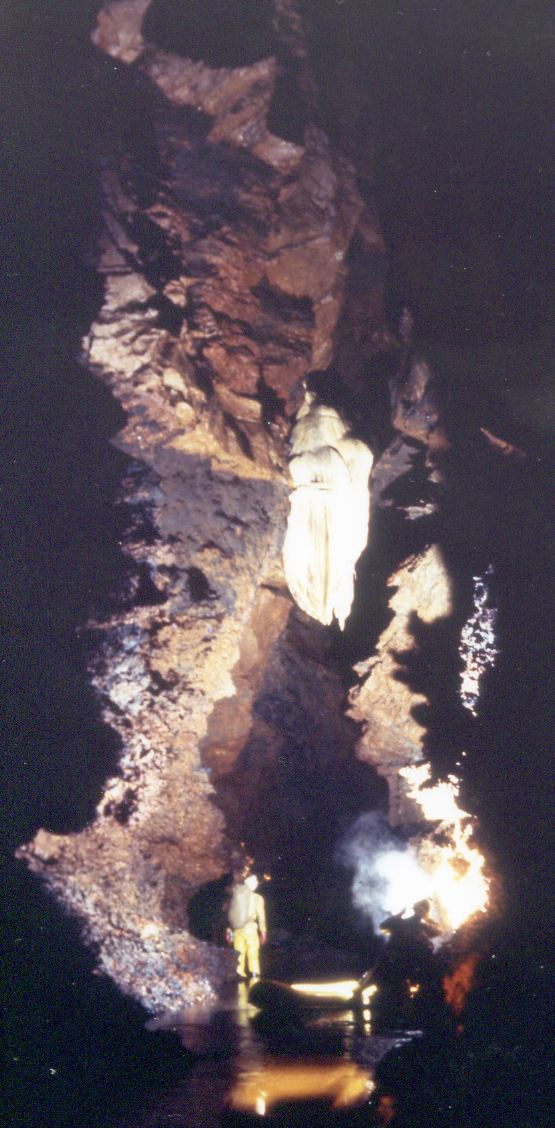
Vue de la rivière dans la partie en amont de la salle du Cône (1972).

Les explorations dans la rivière reprennent en 1956, souvent clandestinement, sous la direction de Jean Lesur. Le 25 décembre 1956, ils s'arrêtent au passage de Noël (repère 17) par manque de matériel. À Pâques 1957, Jean Taisne découvre le passage qui porte aujourd'hui son nom, à la suite de la Salle du Cône (repère 21). Par une assez longue galerie argileuse, les explorateurs retrouvent la rivière au bas d'un puits de 24 mètres (non descendu) au lieu-dit « Les échelles 24 » (repère 22). Fin 1957, un relevé topographique est dressé jusqu'à l'affluent de la Panique.
Fin 1957, deux hommes, Jean Lesur et Philippe Renault, buttent à 5 500 mètres du gouffre sur un important éboulis excluant toute idée de continuation (repère 25).
À partir du printemps 1971, M. Abad, Président du Comité Départemental de Spéléologie du Lot, négocie auprès du centre d'étude militaire de Bèdes l'autorisation des explorations du réseau pour la Fédération française de spéléologie et demande de gérer les travaux au club local (le Groupe Spéléologique de Gramat). En 1971, la levée topographique du cheminement dans la rivière souterraine est lancée par Coustou, Héreil et Lesur. Lors d'une sortie, Christian Kupieck (17 ans) découvre la suite vers l'amont en franchissant le chaos qui porte son nom (repère 25) .
Le Comité Départemental de Spéléologie du Lot organise les 11, 12 et 13 novembre 1983 une exploration dans le but de topographier l'extrême amont de la cavité : du passage Kupieck (repère 25) au Chaos Terminal (repère 26). Les participants sont Jean Lesur, J. Beaucheron, M. Verlhac, J. Lafaurie, Jean-François Fabriol et M. Besson.
La section spéléologie de l'ACL (Association Culture et Loisirs du CEG) obtient l'autorisation d'accès à la cavité à partir de 1992. Dans le but de mieux connaître la cavité et de l'équiper, l'ACL organise environ dix sorties par an aux Vitarelles. Les équipes sont constituées de spéléologues de divers clubs de la FFS (Fédération française de spéléologie).

### Secours du 11 novembre 1999
Le 11 novembre 1999, sept membres de l'ACL entrent dans le gouffre pour une durée prévue de trois jours. Contrairement aux prévisions météorologiques de la station de Gourdon du 11 novembre à 11h27, des pluies abondantes tombent sur le département du Lot le 12 novembre à partir de 22 heures (dans le département de l'Aude, elles provoquent la mort de 19 personnes et 9 disparitions). Elles entraînent une montée des eaux à la station de pompage des Besaces à 3 heures le 13; l'eau s'élève alors de 33 mètres dans le puits d'accès du gouffre des Vitarelles.
Les spéléologues sont bloqués dans le gouffre, près de la salle de la Clé de Voûte (repère 24). Une opération de secours importante est mis en place, mobilisant près de 150 personnes : sapeurs pompiers, sauveteurs du Spéléo Secours Français, gendarmes, ainsi que des équipes de forage. Ces importants moyens humains et techniques ont permis de les faire sortir le 21 novembre, soit 10 jours après leur entrée dans le gouffre, par un des cinq forages réalisés pour ce secours souterrain. Ce forage est situé au lieu-dit le Brêt, près de Flaujac-Gare. Il a permis aux sauveteurs d'accéder a une galerie supérieure inconnue rejoignant la galerie principale un peu en amont de la salle de la Clé de Voûte, et de rejoindre ainsi les spéléologues bloqués et en bonne santé, puis de les évacuer par le même chemin.
Ce secours spéléologique a été le plus médiatisé de France. Parmi les divers reportages, un documentaire intitulé « Les survivants de l'extrême », permet d'entendre les témoignages de protagonistes directs (un rescapé : Nicolas Wioland, alors âgé de 19 ans, et deux sauveteurs : Bernard Tourte et Guy Bariviera, du Spéléo Secours Français) et de voir une reconstitution de l'attente souterraine des victimes.
Vingt ans plus tard, en 2019, un exercice recréant le sauvetage des spéléologues est organisé.

## Reprise des explorations depuis 2008

### Puits artificiel du Bret
Le puits artificiel du Bret est l'un des cinq forages réalisés lors du secours de 1999. L'accès au réseau des Vitarelles, par ce trou de 44 centimètres de diamètre, est alors envisagé, mais auparavant des problèmes juridiques et techniques doivent être résolus.
En 2008, le Comité Départemental de Spéléologie du Lot (CDS46) devient propriétaire du terrain. Les travaux d'élargissement démarrent au début de l'été 2010. Le diamètre du forage est élargi à 1,2 mètre sur une profondeur de 29 mètres. L'opération est réalisée par des tirs d'explosif en partant du plafond de la cavité située sous le puits et en remontant vers la surface. Cet accès est sécurisé et fermé par une porte,.
Le CDS46 a établi un protocole de gestion pour réaliser les explorations du réseau dans de bonnes conditions de sécurité et d'environnement.

### Explorations
Après le forage du puits du Bret, les spéléologues, coordonnés par le CDS46, ont aménagé l'accès à la rivière : équipement et élargissement des passages difficiles. Plusieurs camps d'été et sorties tout au long de l'année ont permis de dresser la carte de seize kilomètres de galeries, dont plusieurs kilomètres nouveaux.
Les explorations en cours dans les années 2010 ont pour objectif d'améliorer la connaissance du réseau, de capitaliser les informations et de les partager avec les institutions du département et certains organismes régionaux comme le Service régional de l'archéologie et l'Agence de l'eau.